# Jeziorko (gmina)
Jeziorko (od 1953 Chąśno) – dawna gmina wiejska istniejąca do 1953 roku w woj. warszawskim, a następnie w woj. łódzkim. Nazwa gminy pochodzi od wsi Jeziorko, lecz siedzibą władz gminy było Chąśno.
W okresie międzywojennym gmina Jeziorko należała do powiatu łowickiego w woj. warszawskim. 1 kwietnia 1939 roku gminę wraz z całym powiatem łowickim przeniesiono do woj. łódzkiego.
Po wojnie gmina zachowała przynależność administracyjną. Według stanu z 1 lipca 1952 roku gmina Jeziorko składała się z 28 gromad. 21 września 1953 roku jednostka o nazwie gmina Jeziorko została zniesiona przez przemianowanie na gminę Chąśno.